# In Lust We Trust
In Lust We Trust, pubblicato nel 2002, è un album del gruppo musicale The Ark.
Pubblicato il 26 agosto 2002, è il secondo album del gruppo svedese The Ark.
L'album segue la scia di successo del primo, riprendendone persino lo stile.
Sono stati estratti quattro singoli: Calleth You, Cometh I, Father Of A Son, Tell Me This Night Is Over e Disease.

## Tracce
1. "Beauty Is the Beast" (Ola Salo) - 3:38
2. "Father of a Son" (Ola Salo) - 3:22
3. "Tell Me This Night Is Over" (Ola Salo) - 5:15
4. "Calleth You, Cometh I" (Ola Salo, Peter Kvint) - 4:32
5. "A Virgin Like You" (Ola Salo) - 4:31
6. "Interlude" (Leari) - 1:07
7. "Tired of Being an Object?" (Ola Salo) - 2:43
8. "Disease" (Ola Salo) - 3:16
9. "Vendelay" (Ola Salo)- 3:22
10. "2000 Light-Years of Darkness" (Ola Salo) - 7:02
11. "The Most Radical Thing to Do" (Ola Salo) - 4:11